# Daniel Fueter
Daniel Fueter (* 25. September 1949 in Zürich) ist ein Schweizer Pianist, Komponist, Musikpädagoge und Autor von Essays und Reden.

## Leben
Daniel Fueter wurde 1949 in Zürich als Sohn des Filmproduzenten Heinrich Fueter und der Schauspielerin Anne-Marie Blanc geboren. Am Literargymnasium in Zürich besuchte er den Musikunterricht von Armin Schibler. Nach der Matura begann er ein Studium der Musikwissenschaft an der Universität Zürich, insbesondere bei Kurt von Fischer, das er jedoch nicht abschloss. Am Konservatorium Zürich studierte er Klavier bei Sava Savoff, später an der Musikhochschule Zürich auch Liedbegleitung bei Irwin Gage und Esther de Bros.
Ab 1973 wirkte er am Konservatorium Zürich als Lehrer für Klavier, Fachdidaktik und ab 1988 für Liedgestaltung, als Korrepetitor und als Leiter der allgemeinen Abteilung (1980–1984).
Von 1984 bis 1998 arbeitete er weitgehend freischaffend. In dieser Zeit war er auch Leiter des Musikpodiums Zürich (1985–1989) und des Schweizer Musikinstituts in Aarau (1988–1992) sowie Präsident des Schweizerischen Tonkünstlervereins (1990–93). In den frühen 1990er Jahren arbeitete er an der Schauspielakademie Zürich zeitweise als Ballettkorrepetitor und als Lehrer für Chanson.
1998 wurde Fueter zum Direktor des Konservatoriums gewählt. Nach dem Zusammenschluss mit dem Winterthurer Konservatorium und der Schauspielakademie Zürich zur Hochschule Musik und Theater Zürich (HMT) im Jahr 1999 leitete er zunächst das Departement Musik, von 2003 bis zur Gründung der Zürcher Hochschule der Künste (ZHdK) im Jahr 2007 wirkte er schliesslich als Rektor der HMT. In seine Rektoratszeit fiel auch die Gründung des Institute for Computer Music and Sound Technology gemeinsam mit Gerald Bennett.
Seit 2008 unterrichtet er im Bereich Chanson an der Hochschule für Musik Karlsruhe. Von 2009 bis 2014 betreute er zudem die Liedklasse am Conservatorio della Svizzera italiana in Lugano. Er übernahm ausserdem das Präsidium von Suisseculture (2006–2008) und sass als Mitglied im Schweizerischen Wissenschafts- und Technologierat ein (2008–2011).
Fueter ist in dritter Ehe mit der Pianistin Eriko Kagawa verheiratet. Er ist der Vater der Schauspielerin Mona Petri und der Sängerin Rea Claudia Kost sowie der Bruder der Filmproduzenten Peter-Christian Fueter und Martin A. Fueter.

## Werk
Daniel Fueter schrieb zahlreiche Bühnenmusiken für Theater im deutschsprachigen Raum, insbesondere das Theater am Neumarkt und das Schauspielhaus Zürich, ausserdem Chansons und Lieder, Kammermusik, Chorwerke, Kantaten und Festspiele, musiktheatralische Stücke und Ballettmusiken für Kinder, Opern und eine Operette sowie Filmmusik. Langjährige Zusammenarbeiten verbanden ihn u. a. mit dem Schauspieler Peter Schweiger, dem Schriftsteller Thomas Hürlimann und den Theaterregisseuren Christoph Leimbacher und Daniel Rohr. Als Liedbegleiter gestaltete er die Programme von Sängerinnen und Sängern wie Kathrin Brenk, Martina Bovet, Graziella Rossi, Rachel Matter, Franz Hohler und Alfred Pfeifer mit. Gelegentlich wirkt er auch als Regisseur. In Fredi M. Murers Film Vitus von 2006 hat er einen Kurzauftritt als Schauspieler.
Fueter selbst bezeichnet seine Kompositionen als «Gebrauchsmusik», was er nicht als abwertenden Ausdruck versteht. Fast alle Musikstücke seien als Auftragsarbeiten entstanden und auf den spezifischen Kontext und die ausführenden Künstler hin geschrieben worden. Heinrich Aerni hält fest: «Auch stilistisch folgt Fueters Musik ihrer Funktion. Weitgehend innerhalb der Grenzen der Tonalität angelegt, besticht sie bei aller Komplexität in der Anlage durch eine Unmittelbarkeit im Ausdruck.»
Grössere Kompositionen
- Danuser. Freilichtspiel. Text: Klaus Merz. Uraufführung: Stadtpark Baden, 13. Juni 1980.
- Uf 2 x Tuusig und zrugg. Festspiel. Text: Peter Höner. Uraufführung: Amphitheater von Windisch, 13. Juni 1986, Regie: Albert Freuler und Peter Höner.
- Osterspiel von Muri. Uraufführung: Klosterkirche Muri, 19. August 1994, Regie: Walter Küng.
- Stichtag. Oper. Libretto: Thomas Hürlimann. Uraufführung: Stadttheater St. Gallen, 7. Februar 1998, Regie: Reto Nickler.
- Aufstand der Schwingbesen. Operette. Libretto: Thomas Hürlimann. Uraufführung: Theaterhaus Gessnerallee Zürich, 8. Dezember 2000, Regie: Albrecht Hirche.
- Judas-Passion. Text: Jürg Jegge. Uraufführung: Grossmünster Zürich, 29. März 2002.
- Zimmerstund. Kammeroper. Libretto: Lukas Bärfuss. Uraufführung: Werkstatt für Theater Luzern, 30. Oktober 2008, Regie: Livio Andreina.
- Forelle Stanley. Kammeroper. Libretto: Mona Petri, nach dem Stück von Claudia Dey. Uraufführung: Theater Rigiblick, 22. September 2011, Regie: Philip Bartels.[11]

Hörspiele (Auswahl)
- 1962: Otto F. Walter: Der Stumme (Stummer als Knabe) – Regie: Albert Rösler (Hörspielbearbeitung – DRS/BR)
- 1996: Trio Pro Mille: Trinken wir eins, dass die Zeit vergeht (Sprecher, Pianist) – Regie: Fritz Zaugg (Original-Hörspiel – DRS)
- 2016: Thomas Hürlimann: Das Gartenhaus (Komponist) – Bearbeitung und Regie: Jean-Claude Kuner (Hörspielbearbeitung – SRF/SWR)

ARD-Hörspieldatenbank und HörDat, die Hörspieldatenbank

## Auszeichnungen
- 1987: Ehrengabe der Stadt Zürich
- 2003: Ehrendoktorat der Musikakademie Gheorghe Dima in Cluj-Napoca
- 2007: «Goldene Note» des «Freundeskreises Musik» der Zürcher Hochschule der Künste
- 2008: Hans-Georg Nägeli-Medaille für Kunstvermittlung[12]
- 2011: Kulturpreis des Kantons Zürich[13]
- Ehrensenator der Hochschule für Musik Karlsruhe[14]

## Buchpublikationen
- Kontrapunkte und Koloraturen. Über die Unentbehrlichkeit der Musik. Hrsg. von Balthasar Zimmermann. Vorwort von Thomas Hürlimann. rüffer & rub, Zürich 2007, ISBN 978-3-907625-37-8.
- Das Lächeln am Fusse der Tonleiter. Betrachtungen zu Musik und Gesellschaft. rüffer & rub, Zürich 2011, ISBN 978-3-907625-55-2.
- ’s fehlt no es Lied. Chansons. Hrsg. von Philip Bartels. rüffer & rub, Zürich 2020, ISBN 978-3-906304-65-6.
- Musikalische Hausapotheke. Variationen zu Musik und Bildung. Eine Hommage an Robert Schumann, op. 4. rüffer & rub, Zürich 2021, ISBN 978-3-906304-82-3.
- Das Alphabet meines Lebens. Lobreden aus zwei Jahrzehnten. rüffer & rub, Zürich 2025, ISBN 978-3-907351-46-8.